# 日向坂 (埼玉県)

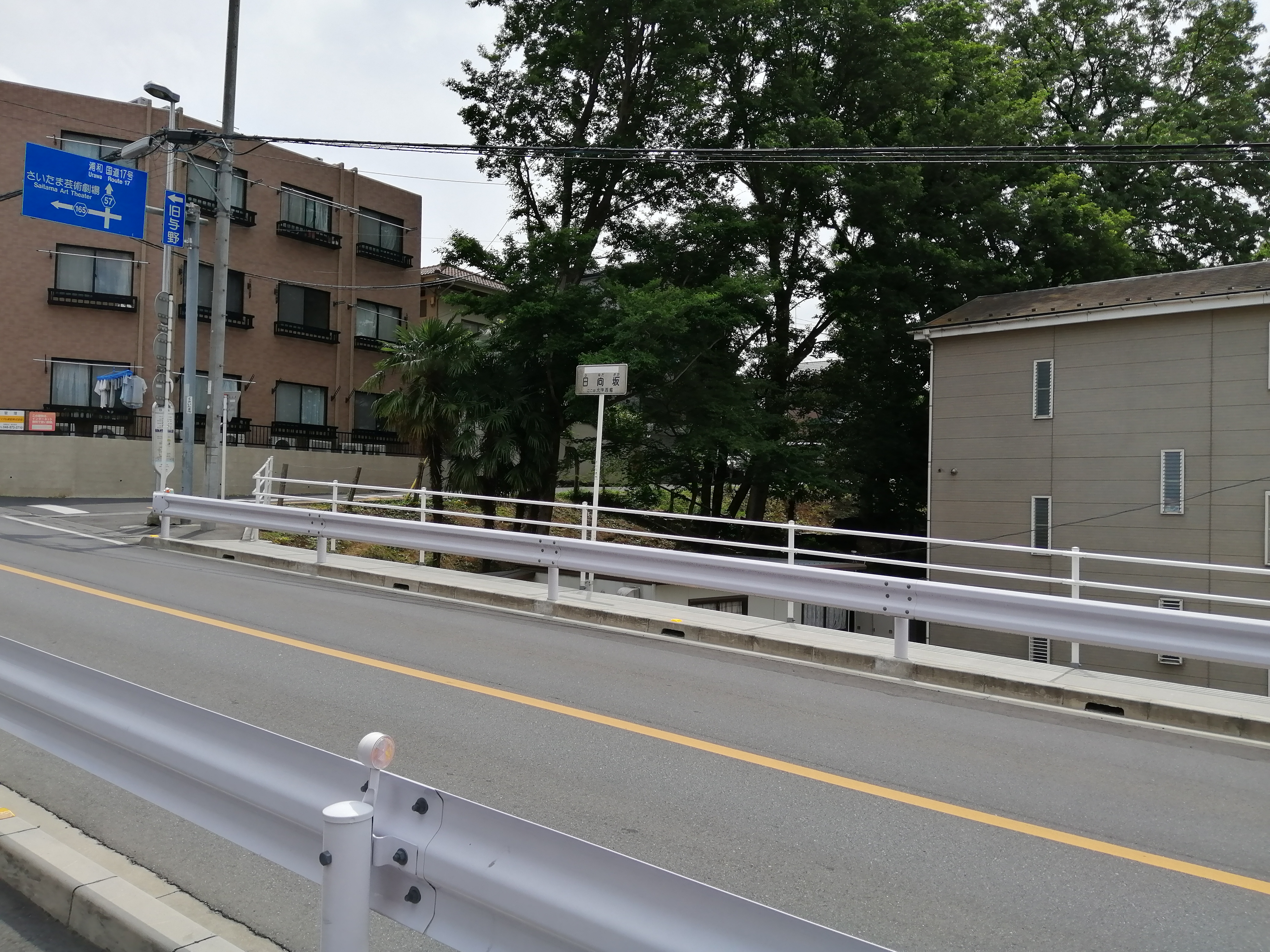

日向坂（ひなたざか）は、埼玉県さいたま市桜区南元宿二丁目と西堀七丁目の境界、さらに西堀八丁目と西堀九丁目の境界を走る坂。

## 概要
大宮台地（浦和大宮支台）の縁に位置し、埼玉県道57号さいたま鴻巣線を通す。坂を上がった先には埼玉県道165号大谷本郷さいたま線と交差する日向交差点がある。

## 名称の由来
大字西堀字日向にあるためつけられた。1984年（昭和59年）の坂道愛称募集での命名による。